# عيسى رواس
أبو محمد عيسى بن محمد بن حامد بن عيسى رواس المسكري هو عالم إسلامي حنفي من مواليد عام 1292هـ بحي النقا بمكة المكرمة.

## نشأته
نشأ في حضن والديه وكان والده من طلبة العلم أما والد أمه فهو الشيخ أحمد رواس من علماء البلد الحرام. كان الشيخ عيسى رواس أسمر اللون معتدل القامة، قوي البنية، وكان يمتهن الجزارة فيتعيش من ربحها البسيط قانعا بما قسم الله له، وكان ينزل إلى المسجد لأداء الصلاة في جماعة وصادف أن شاهد الشيخ عبد الرحمن الدهان وسط حلقة طلابه فجلس يستمع لدرسه وكانت كلمات الشيخ تنطلق من فمه كحبات اللآلئ نقاء وصفاء فتستميل القلوب الصلدة وتجتذب الأفئدة القاسية، فشع في قلب الشيخ عيسى نور الهداية فواظب على حضور درس الشيخ عبد الرحمن الدهان في رغبة صادقة ثم التحق بالمدرسة الصولتية فعكف على درسه حتى حفظ القرآن والمتون واستظهر الشروح والتقط الحواشي وتقرير المقريين كما يلتقط الغواص فرائد اللآلئ من البحر العميق فوجد في كتاب الله وسنة رسوله حلا لكل معضلة ودواء للقلوب وطهارتها من الأدران فواظب على حضور الدروس إلى أن توفي عام 1365هـ وفي هذه الفترة حفظ القرآن الكريم وبعض المتون واستظهر شروحها وحواشيها والتحق بالصولتية وجد واجتهد حتى أصبح من كبار علماء البلد الحرام

## قصص من حياته

### بداية دراسته
قطع مرحلته الدراسية في عسر ومعاناة وضيق وجهد وهو راضٍ كل الرضا مبتهج كل الابتهاج سعيد إلى حد كبير بمعيشته من الجزارة ما دام يطلب العلم لله وابتغاء مرضاته فكد وجد إلى أن تخرج من الصولتية ونال شهادتها فكان فخر الفتوة زهدًا وورعًا وإخلاصًا وقوة وإيمانًا ثم شرع يُدرِّس في مدرسته مقابلة للإحسان بمثله كما عقد لطلابه حلقة درس في المسجد الذي فتح له باب العلم والمعرفة وأنار له طريق الهدى والرشاد فالتف حوله طلاب من مختلف الطبقات كل واحد يسأل الشيخ أن يدعو له ليصلح بالعلم ولا يحرمه، وأن يذكره في تهجده ودعواته فأقبل يعالج قلوبهم قبل أن يستبد بها الشيطان ويعصف بها الشك ويقربهم إلى الله بآيات كتابه وأحاديث رسوله ليفهموا الدين روحًا ومعنى لا نصًا ورسمًا ويطبقوه عملًا وقدوة لا حفظًا في الصدور وشقشقة في الألسن.

### مع طلابه
اشتهر الشيخ عيسى رواس بين طلابه بتواضعه وإخلاصه في التعليم وحرصه على نفع طلابه بتواضعه وإخلاصه في التعليم وحرصه على نفع طلابه فاختير مدرسًا بمدرسة الفلاح فكان خير مرب ومؤدب يخافه الطلاب ويحبونه لإخلاصه لكل واحد منهم لا فرق بين كبيرهم وصغيرهم وغنيهم وفقيرهم، فأقبلوا على درسه في نهم ورغبة فكون منهم جيلًا قوي الإيمان واثقًا بالله معتمدًا عليه ويقول بعض تلاميذه: إن من مزايا الشيخ عيسى رواس أنه جذاب كالمغناطيس ولو أن ألد أعدائه جلس إليه ساعة – وليس له أعداء – لرجع متلمسًا وجوه القول في الثناء عليه لأنه كان يقبل على محدثه فلا يرفع به إلى نفسه وإنما يتدلى بكل حديث إليه فيسايره في قوله ويكلمه من لون كلامه ويخاطبه على قدر فهمه حتى ينصرف عنه وقد ألقى في روعه أنه مثله، وإذا قدر لأحد مجالسته عشرين سنة فإنه لا يمل مجالسته ولا يستثقل مخاطبته... كان متقشفًا لم يغير زيه الثوب والصدرية ولفة على رأسه وسجادة على كتفه وعصا (مزقرة) لا تفارق يده.

### شجاعته رحمه الله
ولعصاه حياة حافلة بالبطولة والشجاعة والجرأة والإقدام منها ما حدث له عام 1356 هـ وهو داخل من باب السلام إذ سمع جلبة وضوضاء في (حوش الرمادي) فلم يكد يقترب من باب الحوش حتى خرج عليه جاوي طعن سبعة عشر رجلا مات منهم خمسة فلوح الشيخ عصاه في الهواء ليضرب بها الجاوي ولكنه هرب من وجهه ورجع إلى (حوش الرمادي) فتمكن رجال الشرطة من القبض عليه وتقديمه للمحاكمة فتناقلت الألسن هذا الحادث وحمدوا الله على سلامة الشيخ وأثنوا على ثباته وشجاعته ورباطة جأشه.

### حلقته العلمية
كانت حلقة درس الشيخ عيسى صغيرة لا يتجاوز عدد طلابها أصابع اليد ولكن صوته كان مسموعا يدوي في الرواق أمام باب السليمانية، شوهد مرة يُدرس فسمعته يقول:
عن أبي هريرة  قال رسول الله ﷺ : «من تصدق بعدل تمرة من كسب طيب – ولا يقبل الله إلا طيب – فإن الله يقبلها بيمينه ثم يربيها لصاحبها» والبحث والبخاري وروى الطبراني وابن حبان عن عائشة بنت أبي بكر عائشة ملف:رضي الله عنها.png عن رسول الله ﷺ قال (إن الله ليربي لأحدكم التمرة واللقمة كما يربي أحدكم فلوه أو فصيله حتى تكون مثل أحد) (والفلو بفتح الفاء وضم اللام وتشديد الواو هو المهر أو ما يولد والفصيل ولد الناقة إلى أن يفصل عن أمه).
وعن أبي هريرة  أن رسول الله ﷺ قال: (ما نقصت صدقة من مال وما زاد الله عبدا يعفو إلا عزا وما تواضع أحد لله إلا رفعه الله عز وجل) رواه مسلم والترمذي. ثم استمر يسرد الأحاديث التي وردت في الصدقة – ويكتفي بشرح كلماتها الصعبة دون تعليق وتطويل لأن طلابه أو أكثرهم من طلبة العلم الذين كرسوا حياتهم للمطالعة والبحث.

### قصته مع الأستاذ حامد مطاوع الثقفي رحمهما الله
يقول الأستاذ حامد (وذات مرة دعاني الشيخ عيسى رواس بعد أن انتهى من حلقة الدرس، وكان يدرس عند باب الدريبة بالقرب من باب السلام الكبير فاستدعاني، وقال لي: تعال يا ولد، مالي أراك تقف تارة ثم تمشي لم لا تقعد وتستفيد؟ فقلت له أنا صغير في المدرسة لا أعي ما يقال هنا. فقال اذهب إلى دكان عبد الصمد فدا – الله يرحمه – واشتر كتابا صغيرا اسمه «الأجرومية في النحو» ثم عد إلي به فقلت له: لا أملك من النقود ما يمكنني من شراء «الأجرومية» ثم ذهبت إلى خالي وقصصت عيه ما دار بيني وبين عيسى رواس، فقال لي: ما الذي دفعك إلى الذهاب إلى حلقته؟ فقلت له: والله هذا ما حصل، فما كان من خالي إلا أن ناولني ريالا وقال: اذهب واشتر الأجرومية؛ لقد كان الريال في تللك الأيام يكفي الأسرة، فذهبت واشتريت الأجرومية وعدت إلى الشيخ عيسى وأريته الكتاب، فقال: اقعد واقرأ؛ فقرأت له بعض سطور من الأجرومية وشرحها لي وقال لي: غدا احضر مصطحبا دفترا صغيرا لتلخص فيه وتكتب مالم تستطيع فهمه.
وحضرت اليوم الثاني ومعي الدفتر وقد دونت به ما لم افهمه، ثم واصلت الجلوس في حلقته أدرس وألخص في الدفتر الذي معي إلى أن انتهيت من الأجرومية، عندئذٍ أمرني بشراء كتاب اسمه: «شرح ابن الحاج على الأجرومية»، فاشتريت الكتاب، وبدأت فيه إلى أن انتهيت منه، ثم قال: عليك بشراء كتاب اسمه: «شرح ابن عقيل» فاشتريته وواصلت الدراسة؛ وقد سببت لي الدراسة الخاصة بالمسجد الحرام موقفاً حرجاً مع الشيخ علي جعفر (الله يرحمه) الذي كان يقوم بتدريسنا مادة النحو، وفقاً لما هو مثبت في كتاب النحو الواضح، ففي الاختبار النهائي لتلك السنة ورد سؤال عويص يتضمن إعراب اسم مُحلّى بأل جاء بعد اسم إشارة، فكتبت في ظهر الورقة بيتاً من واقع حفظي من دراستي بالمسجد الحرام هو:
وأعربت الكلمة ـ موضوع السؤال ـ على ضوء هذا البيت؛ وفي اليوم الثاني استدعاني الأستاذ جعفر باعتباره أستاذ المادة، وقال لي: لقد وُجد في ظهر ورقتك أنك كاتب.
فمن لَقَّنك هذا الكلام؟ فشرحت للأستاذ الحقيقة من ألفها إلى يائها. وخشيت أن يتسبب ذلك في رسوبي، لكنه طمأنني وهدأ من روعي وقال لي: استمر في دراستك هذه)

## شيوخه
كان من شيوخه الشيخ عبد الرحمن دهان والشيخ محمد سعيد رحمت الله والشيخ عبد الله الغازي الهندي والشيخ عبد اللطيف قاري والشيخ عبد الله قاري والشيخ عبد اللطيف الرحماني والشيخ محمود حسن الهندي والشيخ ملا علي أكبر والشيخ محمد أصغر ملا والسيد محمد مرزوقي الكتبي والشيخ أسعد دهان والشيخ محمد عبد الباقي اللكنوي المدني وغيرهم

## تدريسه في مكة
شارك العلماء في التدريس بالمسجد الحرام في رواق باب السليمانية بعد صلاتي الفجر والمغرب وفي باب السلام وحصوة باب القطبي وبداره العامرة بحي النقا كعادة علماء البلد الحرام.

## تلاميذه
للشيخ تلاميذ من شتى المعمورة وأغلب علماء الحرمين الشريفين وخصوصاً من علماء مكة المكرمة من تلاميذه نذكر منهم الشيخ عبد الفتاح راوه والشيخ محمد أمين ميرداد والشيخ محمد صديق غفوري والسيد علوي مالكي والأستاذ المؤرخ عمر عبد الجبار والشيخ حسن بدوي والشيخ إبراهيم مجلد والشيخ إبراهيم فطاني وغيرهم آمين.

## مساهماته ووظائفه
ليس له مؤلفات وإنما له تقارير وتقيدات وتعليقات وحواشي على بعض الكتب التي كان يدرسها وخصوصاً الأجرومية والمقدمة في النحو
وظائفه:
1. مدرساً بالمسجد الحرام من عام 1336هـ - 1365هـ
2. معاوناً للمدرسين في الدروس الابتدائية بالمدرسة الصولتية عام 1327هـ
3. مدرساً في الفصول العليا بالمدرسة الصولتية من عام 1332هـ - 1335هـ
4. مدرساً بمدرسة الفلاح من عام 1336هـ - 1348هـ
5. مدرساً بمدرسة المطوفين في المسجد الحرام من عام 1347هـ
6. مدرساً بالمسجد النبوي الشريف حال تواجده في المدينة المنورة للزيارة

## وفاته
توفي بمكة المكرمة يوم الثلاثاء ليلة الأربعاء 13/12/1365هـ عن 73 عاماً ودفن بمقابر المعلاة بقبر شيخه الشيخ عبد الرحمن دهان وله ابن (محمد). وله حفيد أ.د عيسى محمد عيسى رواس أستاذ الفيزياء بجامعة أم القرى وعميد كلية العلوم التطبيقية والهندسية ووكيل وزارة الحج سابقاً أمين.